# Аэродромная улица (Самара)
Аэродро́мная у́лица — улица в Самаре, расположенная в Железнодорожном и Советском районах города.
Улица начинается недалеко от Городского кладбища Самары, на пересечении с Партизанской улицей. Далее пересекается с улицами:
- улица Мяги
- улица Дзержинского[2]
- Революционная улица
- улица Волгина
- улица Авроры
- улица Энтузиастов

Заканчивается на пересечении с улицей Промышленности.

## Этимология годонима
С 1934 по 1957 год на месте этой улицы (в прямоугольнике нынешних улиц Мориса Тореза — Авроры — Партизанской — Мяги) находился аэродром Осоавиахима, использовавшийся также в качестве первого городского аэропорта, а с 1941 года и как запасной аэродром для авиазаводов Куйбышева. Этот аэродром встречал в годы Великой Отечественной войны многие иностранные делегации и был отмечен на немецких разведывательных картах.
Подробнее об истории аэродрома см. в статье Смышляевка (аэропорт).

## Транспорт

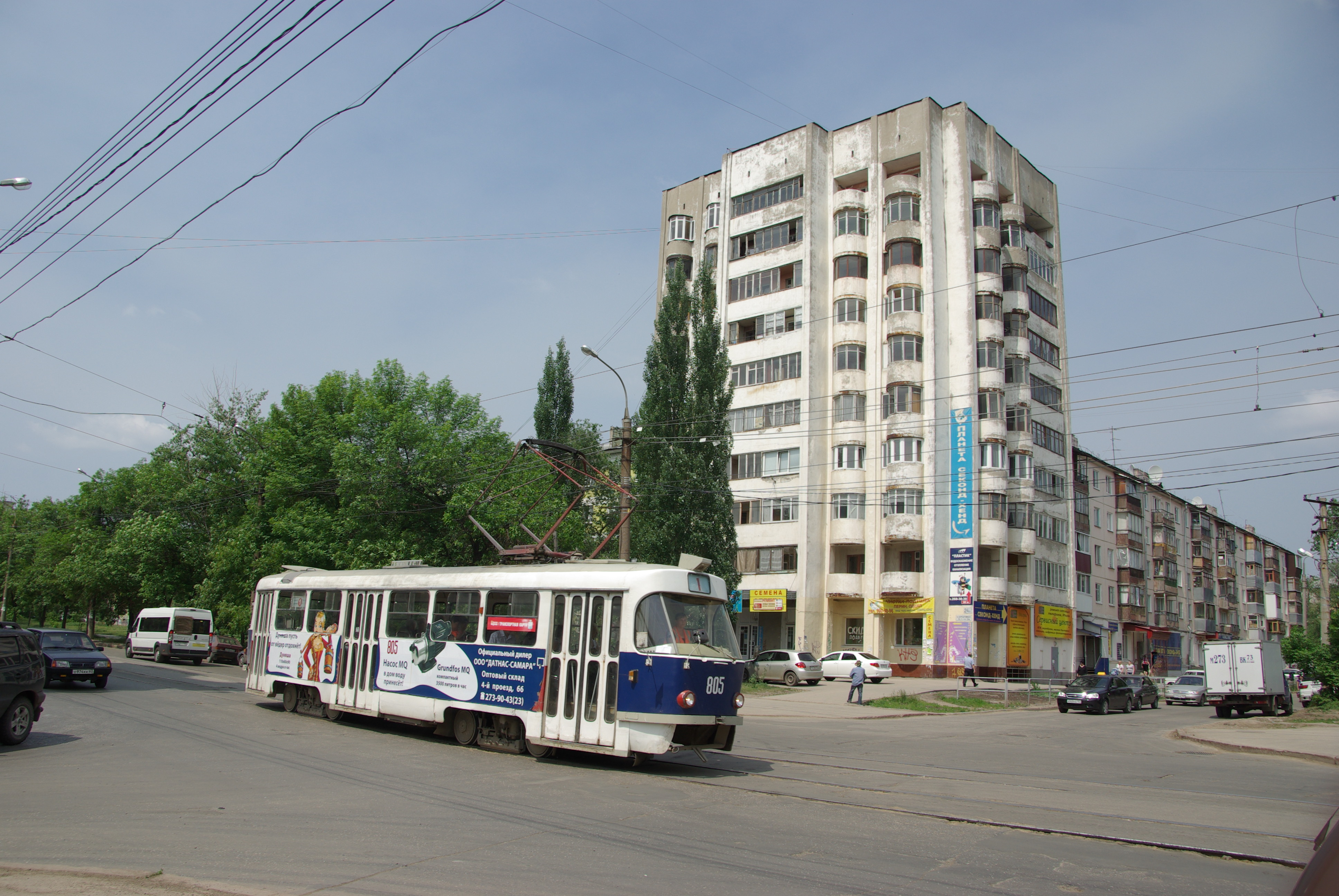
Трамвай на Аэродромной улице, едет на восток (2011)

- Трамвай на Аэродромной улице, едет на восток (2011)На всем протяжении улица имеет трамвайные пути, по ней следуют трамвайные маршруты — 1, 3, 4, 11, 18, 23.
- Автобусы — 2, 24, 35, 53, 70.
- Маршрутные такси — 21м, 89, 310, 366, 395, 396, 417.

## Здания и объекты
- № 13 — Дом Молодёжи (пересечение с Революционной улицей), торговый центр «Регина». На прилегающей площади в 1985 г. установлен памятник Герою Советского Союза летчице О. Санфировой[5].
- № 40 — Самарская объединённая техническая школа РОСТО (ДОСААФ)[6]
- № 43 —  Самарский областной клинический кардиологический диспансер[7]
- Торгово-развлекательный комплекс «Аврора» (пересечение с улицей Авроры)
- Парк Победы